# Mối nguy hiểm từ gấu

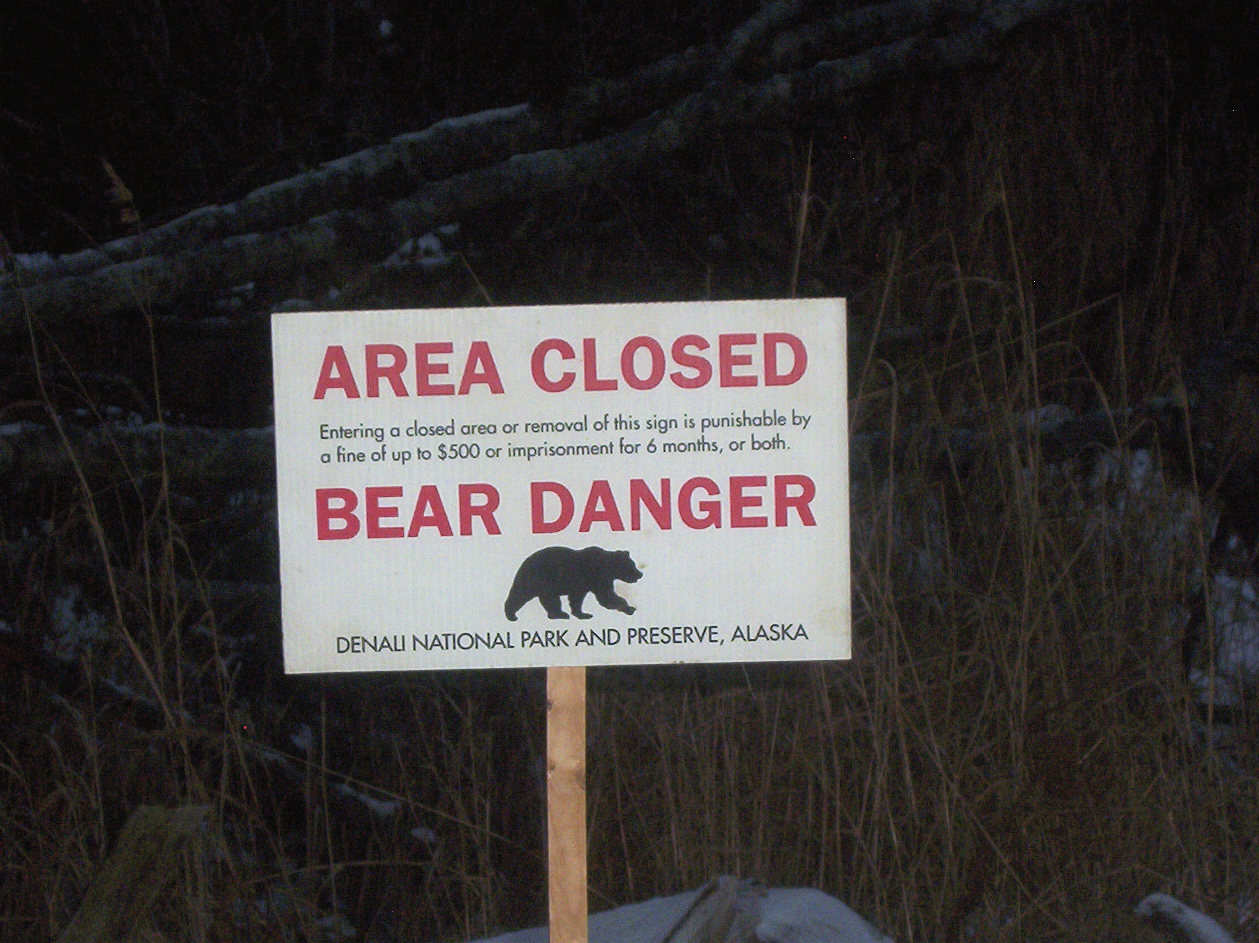
Bảng cảnh báo có khu vực có gấu nguy hiểm sử dụng tại Vườn quốc gia Denali, Alaska.

Mối nguy hiểm từ gấu là rủi ro mà con người và vật nuôi hoặc gia súc gặp phải khi tiếp xúc với gấu.
Mặc dù hầu hết những con gấu là động vật ăn thịt alpha trong môi trường sống của chúng, nhưng hầu hết chúng trong những trường hợp bình thường không săn và ăn thịt người. Hầu hết các cuộc tấn công của gấu xảy ra khi con vật tự vệ trước bất cứ thứ gì nó cho là mối đe dọa đối với chính nó hoặc lãnh thổ của nó. Chẳng hạn, lợn nái có thể trở nên cực kỳ hung dữ nếu chúng cảm thấy đàn con của mình bị đe dọa. Bất kỳ con gấu đơn độc nào cũng có khả năng trở nên kích động nếu bị bất ngờ hoặc bị dồn vào đường cùng, đặc biệt là trong khi ăn.
Một số loài hung dữ hơn những loài khác; Gấu lười, gấu đen châu Á và gấu nâu có khả năng gây thương tích cho người hơn các loài khác và gấu đen Mỹ tương đối nhút nhát.
Việc phân chia, tách biệt gấu là một chìa khóa cho các biện pháp thông thường để giảm thiểu sự gây hấn và thiệt hại tài sản đến từ mối nguy hiểm là gấu. Các địa điểm như Công viên Quốc gia Denali ở Alaska, Hoa Kỳ, nhấn mạnh các kỹ thuật lưu trữ thực phẩm và xử lý rác thải hợp lý, đóng cửa các khu vực công viên, video đào tạo và đôi khi dùng súng bắn vào những con gấu hung dữ để ngăn gấu cướp đi mạng sống của những người cắm trại.

## Xử lý các tình huống gặp gấu
Trước khi du khách được phép vào khu vực có gấu, họ có thể được yêu cầu xem video hướng dẫn cách tránh gặp phải hoặc kích động gấu. Cục Công viên Quốc gia Hoa Kỳ nhấn mạnh việc giữ khoảng cách với gấu và không gây tiếng ồn để tránh làm gấu giật mình là cách tốt nhất để tránh bị gấu tấn công. Nếu một con gấu trở nên kích động, đối đầu, lời khuyên thông thường là đứng trên mặt đất và không chạy hoặc quay lưng với con gấu, giơ hai cánh tay lên trên đầu để trông có vẻ lớn hơn và la hét lên trước mặt gấu.
Chạy trốn hoặc trèo cây có thể kích hoạt bản năng săn mồi của gấu và dẫn đến việc nó coi con người là con mồi. Nếu một con gấu tấn công dữ dội, mọi người nên giữ vững vị trí của họ, vì hầu hết các cuộc tấn công của gấu là động tác giả. Cuối cùng, nếu một con gấu tấn công, lời khuyên thông thường là cuộn tròn giống như hình ảnh của thai nhi để che chắn các cơ quan quan trọng và cố gẳng tỏ vẻ không quá nguy hiểm đối với gấu.
Nếu điều này không hiệu quả trong việc ngăn chặn cuộc tấn công, lựa chọn duy nhất còn lại là chiến đấu với con gấu bằng mọi cách có thể.
Lời khuyên này áp dụng cho các loài ăn tạp như gấu nâu và đen. Cách tốt nhất để tránh bị gấu Bắc cực ăn thịt hoàn toàn tấn công là không vào bất kỳ khu vực nào có gấu bắc cực sống, hoặc ít nhất là ở trong một chiếc xe hoặc một tòa nhà.